# Lirata pallescens
Lirata pallescens är en stekelart som först beskrevs av Walker 1862.  Lirata pallescens ingår i släktet Lirata och familjen Eucharitidae. Inga underarter finns listade i Catalogue of Life.